# Geneva International Peace Research Institute
Geneva International Peace Research Institute (GIPRI), česky "Ženevský mezinárodní výzkumný institut míru" je mimovládní organizace založena v Ženevě, Švýcarsko v roce 1980. Vydává různé studie a publikace pro udržení míru.